# Glaucopsyche alpina
Glaucopsyche alpina är en fjärilsart som beskrevs av Turati och Ruggero Verity 1911. Glaucopsyche alpina ingår i släktet Glaucopsyche och familjen juvelvingar. Inga underarter finns listade i Catalogue of Life.